# Reichskuratorium für Jugendertüchtigung
Das Reichskuratorium für Jugendertüchtigung war eine am 13. September 1932 gegründete Organisation zur Wehrerziehung der deutschen Jugend mit dem Auftrag, die verschiedenen Wehrverbände zu gemeinsamer und einheitlicher Arbeit zusammenzufassen. Am 1. Juli 1933 ging das Kuratorium auf die SA über.

## Geschichte
Die Schaffung dieser Organisation ging unter anderem auf Bestrebungen des Generals Wilhelm Groener zurück, der in einem Schreiben an Reichskanzler Heinrich Brüning vom 18. Oktober 1930 umfassende Maßnahmen zur „körperlichen Ertüchtigung der Jugend im Sinne des Wehrgedankens“ gefordert hatte. Am 4. April 1931 äußerte sich der General Kurt von Schleicher in einer umfangreichen Denkschrift „Wehrhaftmachung der Jugend“ im gleichen Sinne und unterbreitete detaillierte Vorschläge über Aufbau, Finanzierung und Aufgabenstellung.
Dahinter stand auch eine politische Idee: „Schleicher verwirklichte die lange ventilierten Pläne, die Jugend wieder an den Wehrdienst heranzuführen und sozusagen auf kaltem, sorgfältig offiziell getarntem Weg die Formationen der sogenannten ‚Wehrverbände‘ unter Kontrolle zu bringen“.
Der Erlass „über die körperliche Ertüchtigung der Jugend“ des Reichspräsidenten Paul von Hindenburg bestimmte als Aufgaben des Kuratoriums: „Die Stählung des Körpers, die Erziehung der Jugend zu Zucht, Ordnungsliebe und Kameradschaft und zur Opferbereitschaft für die Gesamtheit“. Vorsitzender war der Reichsminister des Innern Wilhelm Freiherr von Gayl, der geschäftsführende Präsident war der General a. D. Edwin von Stülpnagel. Nach dessen Tod 1933 wurde Major der Reichswehr a. D. Georg von Neufville als geschäftsführender Präsident des Kuratoriums ernannt.
Das Kuratorium richtete fünfzehn Schulen zur Infanterie- und eine Schule zur Marineausbildung ein. Die Ausbildung wurde in dreiwöchigen Kursen und in zahlreichen Sonderlehrgängen, unter Leitung von ehemaligen Offizieren und Unteroffizieren, absolviert. Am Kuratorium beteiligten sich die paramilitärischen Verbände SA, der Stahlhelm, Reichsbanner, Jungdeutscher Orden, Kyffhäuserbund,  Deutscher Offiziersbund, Bismarckjugend u. a.
Die Lehrgänge waren kostenlos und die Teilnehmer erhielten freie Verpflegung und Unterkunft. Von Juli 1932 bis Januar 1933 erhielt das Kuratorium rund 1 Million Reichsmark.
Nach Machtergreifung der Nationalsozialisten und der Eingliederung der Wehrverbände ab März 1933 in die SA ging das Kuratorium am 1. Juli 1933 auf die im Stab der SA neugeschaffene SA-Dienststelle Chef des Ausbildungswesens (Friedrich-Wilhelm Krüger) über. Jedoch spitzen sich zu dieser Zeit, durch die Ambitionen des Obersten Chefs der SA Ernst Röhm, die Reichswehr ebenfalls der SA zu unterstellen, die Auseinandersetzungen bei der Festigung der nationalsozialistischen Machtverhältnisse enorm zu. Auf dem Weg des sogenannten Röhm Putsches im Sommer 1934 beseitigte die NSDAP die Führungskräfte der SA und sicherte sich das verlorengegangene Monopol auf die militärische Führung im Staat. In diesem Zuge wurde Anfang 1935 das Reichskuratorium wieder aufgelöst.
Nach anderer Lesart wurde das Kuratorium vom „[...]‚Chef des Ausbildungswesen‘ der SA, SA-Gruppenführer Jüttner [...] aufgelöst.“